# Kleist-Museum

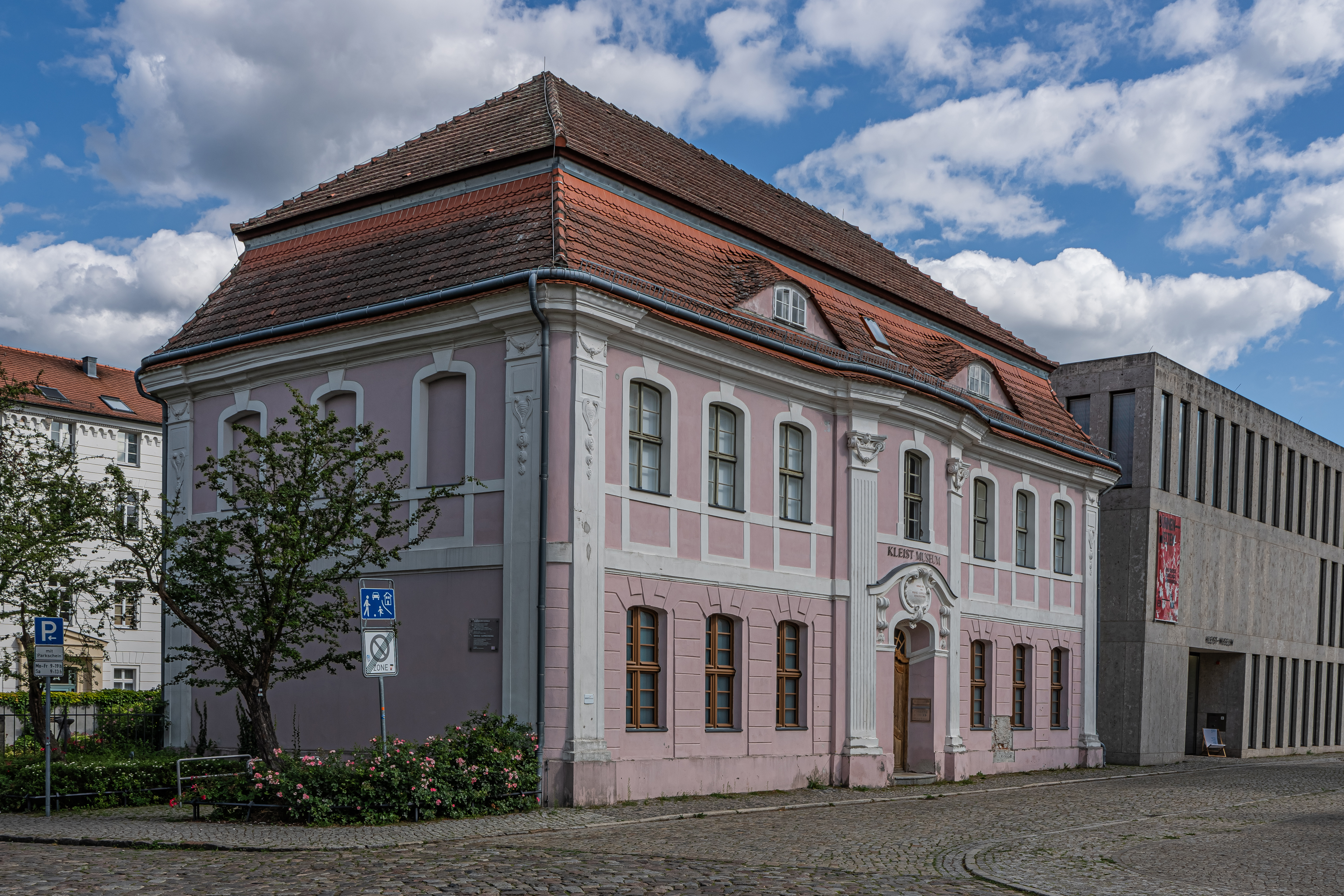
Das Hauptgebäude

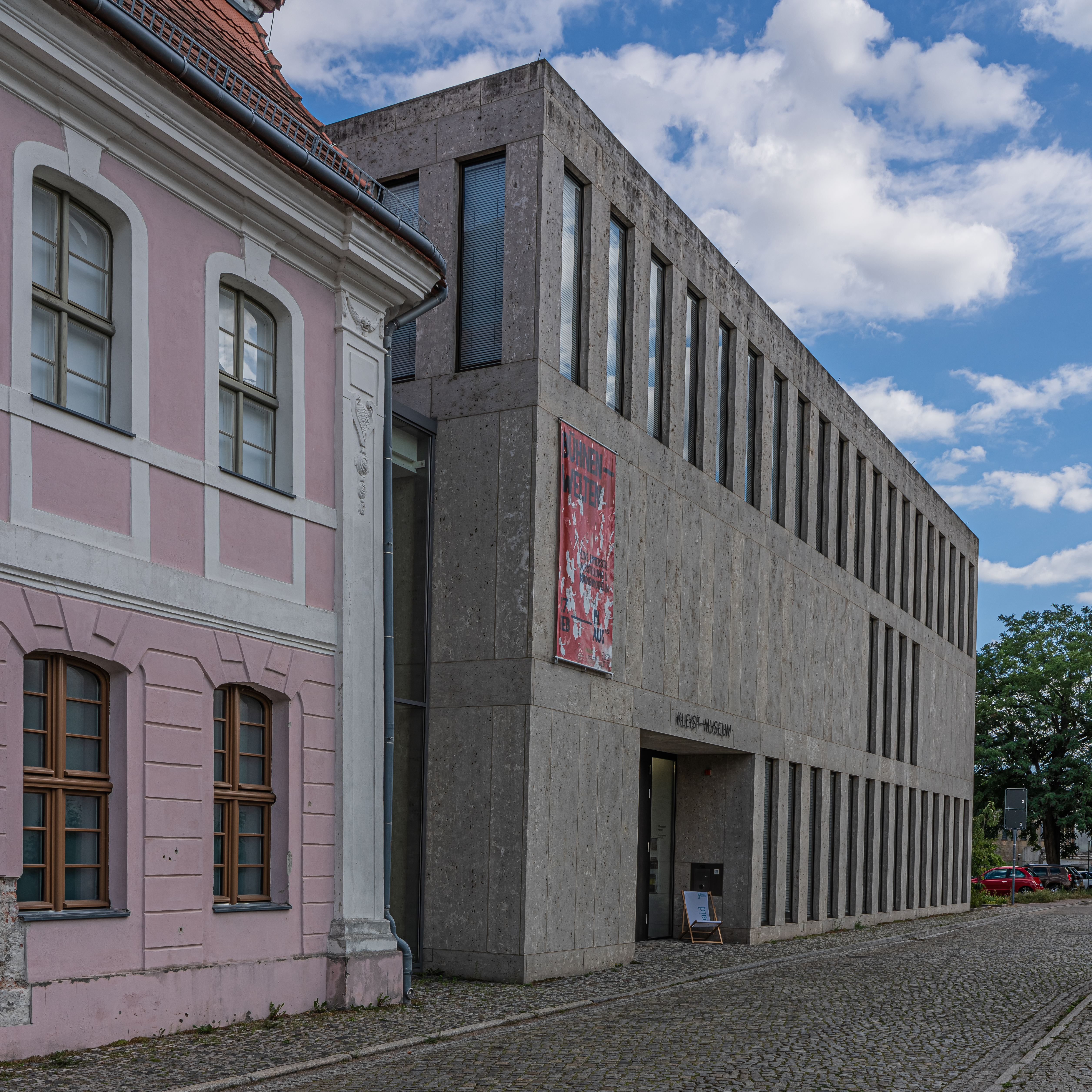
Der Neubau von 2013

Das Kleist-Museum in der Faberstraße 6–7 in Frankfurt (Oder) widmet sich dem Leben und Werk Heinrich von Kleists.

## Geschichte
Der Gedanke, Frankfurt (Oder) zum Mittelpunkt der Kleist-Forschung zu machen, entstand 1919 im Zusammenhang mit dem Erwerb einer Kleist-Bibliothek aus einem Nachlass. In den Jahren 1922/23 wurde auf Anregung der daraufhin, am 4. März 1920 in Berlin mit Sitz in Frankfurt (Oder) gegründeten Kleist-Gesellschaft im Geburtshaus des Dichters das erste Museum eingerichtet. 1937 wurde die Kleist-Ausstellung in das Oderland-Museum im Lienau-Haus integriert. Sowohl Kleists Geburtshaus als auch das Lienau-Haus brannten im April 1945 nieder.
Nach Kriegsende wurde in der Stadtbibliothek allmählich eine neue Sammlung aufgebaut. Nach dem Umbau der ehemaligen Garnisonschule konnte die Sammlung dann dorthin umverlagert werden und so wurde am 20. September 1969 offiziell die „Kleist-Gedenk- und Forschungsstätte“ eröffnet. Am 21. Oktober 1995 wurde der „Kleist-Gedenk- und Forschungsstätte e. V.“ gegründet, der seitdem der Träger des Kleist-Museums war. Mit Gesetz hat der Landtag Brandenburg am 14. November 2018 die öffentlich-rechtliche Stiftung „Kleist-Museum“ errichtet, die zum 1. Januar 2019 den bisherigen Trägerverein abgelöst hat, der aufgelöst ist. Ab 2019 besteht der Förderkreis Kleist-Museum, Frankfurt (Oder) e. V.
Neben der Pflege des geistigen und literarischen Erbes Heinrich von Kleists widmet sich das Museum auch dem literarischen Erbe Ewald Christian und Franz Alexander von Kleists sowie Caroline und Friedrich de la Motte Fouqués. Regelmäßig finden Lesungen, Vorträge und literarisch-musikalische Veranstaltungen entsprechend der jeweiligen Ausstellung statt wie auch das Sommerfest im Juni und die Kleistfesttage im Oktober.
Die Sammlungen gliedern sich in mehrere Bereiche:
Die Kunstsammlungen umfassen Zeugnisse der Auseinandersetzung bildender Künstler mit Leben und Werk des Autors. Die Theatralia beinhalten Materialien zu Inszenierungen der Werke, in den Musealia sind Gegenstände mit Bezug zu Kleist gesammelt. Mediale Objekte runden die Sammlung ab.
Die Bibliothek des Museums ist eine Spezial- und Forschungsbibliothek zu Heinrich von Kleist und seiner Zeit. Sie enthält etwa 10.000 Bände und ist als Präsenzbibliothek der Öffentlichkeit zugänglich.
Das alte Museum befindet sich in der ehemaligen Garnisonschule, die heute denkmalgeschützt ist. Am 17. Oktober 2013 wurde der 5,4 Millionen Euro teure Neubau eröffnet. Er ist direkt mit dem alten Museum mittels einer Glas-Stahl-Konstruktion verbunden. Von 2007 bis 2016 war der Schriftsteller Wolfgang de Bruyn bis zu seiner Pensionierung Direktor des Museums. Von 2016 bis 2021 leitete die Historikerin Hannah Lotte Lund das Haus. Nach ihrem Rücktritt war von November 2021 bis Januar 2022 Wolfgang de Bruyn Interimsdirektor. Seit dem 1. Februar 2022 leitet Anke Pätsch das Kleist-Museum. Die seit 2013 präsentierte Dauerausstellung des Museums trägt den Titel „Rätsel, Kämpfe, Brüche“.